# ايزد أباد (أرزوئية)
ایزد أباد (بالفارسية: ایزدآباد) هي قرية تقع في إيران في Arzuiyeh Rural District.